# Coccophagus rusti
Coccophagus rusti är en stekelart som beskrevs av Compere 1928. Coccophagus rusti ingår i släktet Coccophagus och familjen växtlussteklar.
Artens utbredningsområde är:
- Kenya.
- Israel.
- Peru.
- Uganda.

Inga underarter finns listade i Catalogue of Life.